# Identità di Bianchi
Le identità di Bianchi danno le relazioni tra le derivate covarianti del tensore di curvatura di una varietà riemanniana e sono così denominate in onore del matematico italiano Luigi Bianchi. Trovano svariate applicazioni nei campi della matematica e della fisica.
Ricordiamo che, per ogni varietà riemanniana, il tensore di curvatura soddisfa le seguenti simmetrie:
{\displaystyle R(u,v)=-R(v,u)_{}^{}}
{\displaystyle \langle R(u,v)w,z\rangle =-\langle R(u,v)z,w\rangle _{}^{}}
{\displaystyle R(u,v)w+R(v,w)u+R(w,u)v=0_{}^{}.}
L'ultima di queste identità venne scoperta dal matematico Ricci, sebbene viene di solito chiamata prima identità di Bianchi ovvero identità algebrica di Bianchi, perché essa risulta equivalente all'identità di Bianchi sotto illustrata. (Inoltre, poiché in geometria riemanniana la torsione è nulla, la prima identità di Bianchi si riduce ad un'identità differenziale per il tensore di torsione.)
Queste tre identità formano una lista completa di simmetrie per il tensore di curvatura; ovvero dato un tensore che soddisfa queste identità, si può trovare almeno una varietà riemanniana con un tensore di curvatura con queste caratteristiche in qualche suo punto.
Si può dimostrare (grazie a queste identità) che il tensore di curvatura di Riemann ha {\displaystyle n^{2}(n^{2}-1)/12} componenti indipendenti.
Dalle tre identità illustrate sopra, ne deriva un'ulteriore e assai utile: 
{\displaystyle \langle R(u,v)w,z\rangle =\langle R(w,z)u,v\rangle _{}^{}.}
Poiché su una varietà riemanniana si può considerare la derivata covariante {\displaystyle \nabla _{u}R} (nella direzione {\displaystyle u}) anche per il tensore di curvatura R, ne consegue che l'identità di Bianchi (sovente chiamata seconda identità di Bianchi ovvero l'identità differenziale di Bianchi) assume la seguente forma: 
{\displaystyle (\nabla _{u}R)(v,w)+(\nabla _{v}R)(w,u)+(\nabla _{w}R)(u,v)=0.}
Si supponga di aver scelto una carta della varietà differenziabile {\displaystyle M}, e dunque di aver scelto delle coordinate locali {\displaystyle x^{a}} sopra un aperto {\displaystyle U} della varietà riemanniana {\displaystyle (M,g)}. Risulta quindi possibile esprime tutte le sopra illustrate identità in funzione delle componenti del tensore di curvatura di Riemann:
antisimmetria
{\displaystyle R_{abcd}^{}=-R_{bacd}=-R_{abdc}}
simmetria di scambio
{\displaystyle R_{abcd}^{}=R_{cdab}}
prima identità di Bianchi
{\displaystyle R_{abcd}+R_{acdb}+R_{adbc}^{}=0}
Questa si scrive spesso nella forma
{\displaystyle R_{a[bcd]}^{}=0,}
dove le parentesi quadre denotano la parte antisimmetrica operante sopra gli indici indicati. Questa risulta equivalente alla precedente poiché il tensore di Riemann è già antisimmetrico nei due suoi ultimi indici.
seconda identità Bianchi
{\displaystyle R_{abcd;e}^{}+R_{abde;c}^{}+R_{abec;d}^{}=0}
il punto e virgola denota la presenza di una derivata covariante. Equivalentemente,
{\displaystyle R_{ab[cd;e]}^{}=0}
e di nuovo si è usata l'antisimmetria nei  due ultimi indici di R.